# Nomada lathburiana
Espèce
Nomada lathburiana est une espèce d'insectes hyménoptères de la famille des Apidae.